# Кјођа
Кјођа (итал. Chioggia) град је у североисточној Италији. Град је други град округа Венеција у оквиру италијанске покрајине Венето.

## Географија
Град Кјођа налази се у источном делу Падске низије, на отприлике 35 км јужно од Венеције. Градско језгро образовало се на јужном ободу Венецијанске лагуне, близу обале Јадрана. Како се град се сместио у мочварном подручју, близу ушћа река Брента и Адиђе, због исушивања земљишта кроз град је трасирано више канала, па Кјођа личи на суседну, много познатију Венецију.
| Клима (Кјођа)            | Клима (Кјођа) | Клима (Кјођа) | Клима (Кјођа) | Клима (Кјођа) | Клима (Кјођа) | Клима (Кјођа) | Клима (Кјођа) | Клима (Кјођа) | Клима (Кјођа) | Клима (Кјођа) | Клима (Кјођа) | Клима (Кјођа) | Клима (Кјођа) |
| Показатељ \ Месец        | .Јан.         | .Феб.         | .Мар.         | .Апр.         | .Мај.         | .Јун.         | .Јул.         | .Авг.         | .Сеп.         | .Окт.         | .Нов.         | .Дец.         | .Год.         |
| ------------------------ | ------------- | ------------- | ------------- | ------------- | ------------- | ------------- | ------------- | ------------- | ------------- | ------------- | ------------- | ------------- | ------------- |
| Средњи максимум, °C (°F) | 5,1 (41,2)    | 6,7 (44,1)    | 10,8 (51,4)   | 15,9 (60,6)   | 20,9 (69,6)   | 24,4 (75,9)   | 27,3 (81,1)   | 26,7 (80,1)   | 23,1 (73,6)   | 17,7 (63,9)   | 11,2 (52,2)   | 6,5 (43,7)    | 27,3 (81,1)   |
| Средњи минимум, °C (°F)  | 0,7 (33,3)    | 1,7 (35,1)    | 5,5 (41,9)    | 9,7 (49,5)    | 14,1 (57,4)   | 17,5 (63,5)   | 20,2 (68,4)   | 19,9 (67,8)   | 17,1 (62,8)   | 12,1 (53,8)   | 7,1 (44,8)    | 2,3 (36,1)    | 0,7 (33,3)    |
| [ тражи се извор ]       |               |               |               |               |               |               |               |               |               |               |               |               |               |

## Становништво
Према резултатима пописа становништва 2011. у општини је живело 49.735 становника.
| 1931.  | 1936.  | 1951.  | 1961.  | 1971.  | 1981.  | 1991.  | 2001.  | 2011.  |
| ------ | ------ | ------ | ------ | ------ | ------ | ------ | ------ | ------ |
| 40.252 | 42.569 | 49.528 | 47.151 | 49.885 | 53.470 | 53.179 | 51.779 | 49.735 |

Кјођа данас има преко 50.000 становника, махом Италијана. Током протеклих деценија у град се доселило много досељеника из иностранства, највише са Балкана.

## Партнерски градови
- Ламија
- Сен Тропе

## Галерија
- Градска катедрала
- Један од многобројних мостова
- Једна од градских палата
- Главни канал Вена